# 圣若昂-达帕拉乌纳
圣若昂-达帕拉乌纳是巴西戈亚斯州的一个市镇。总面积305.357平方公里，总人口2132人，人口密度7人/平方公里。